# Christian Goethals
 Christian Goethals  (Heule, 4 d'agost del 1928 - Gullegem, prop de Kortrijk, 26 de febrer del 2003) va ser un pilot de curses automobilístiques belga que va arribar a disputar curses de Fórmula 1.

## A la F1
Va debutar a la vuitena cursa de la temporada 1958 (la novena temporada de la història) del campionat del món de la Fórmula 1, disputant el 3 d'agost del 1958 el GP d'Alemanya al Circuit de Nürburgring.
Christian Goethals va participar en una única cursa puntuable pel campionat de la F1, no aconseguint finalitzar la prova i no assolí cap punt per la classificació del campionat del món.

## Resultats a la Fórmula 1
| Any  | Equip              | Xassís | Motor           | 1   | 2   | 3   | 4   | 5   | 6   | 7   | 8       | 9   | 10  | 11  | Posició | Punts |
| ---- | ------------------ | ------ | --------------- | --- | --- | --- | --- | --- | --- | --- | ------- | --- | --- | --- | ------- | ----- |
| 1958 | Ecurie Eperon d'Or | Cooper | Coventry Climax | ARG | MON | HOL | 500 | BEL | FRA | GBR | ALE Ret | POR | ITA | MAR | -       | 0     |

### Resum
| Curses: | Victòries: | Pòdiums: | Poles: | Voltes ràpides: | Punts: |
| ------- | ---------- | -------- | ------ | --------------- | ------ |
| 1       | 0          | 0        | 0      | 0               | 0      |